# 吉利第
吉利第，位於新竹市北區，屬於新竹市北門鄭家建築群的一部分，於2015年登錄為新竹市市定古蹟。因建築年久失修，前廳屋脊嚴重坍塌，仍待修復。

## 介紹
鄭用錫於1823年赴京參加癸未科會試中式，殿試位列三甲第109名，賜同進士出身，為首位登科的台灣籍考生，被譽為「開臺進士」。鄭用錫於1838年辭官歸里，與其家族成員將舊有房舍改建，陸續興建了進士第，吉利第，春官第與鄭氏家廟。
吉利地為鄭用錫的堂弟鄭文哺（諱用鈺）所建，為具三進兩天井的格局。吉利第的地坪大部分為尺磚。牆身主要為斗子砌，下部疊砌卵石。屋面則為鋪設仰合瓦的硬山式屋頂。